# Caerostris indica
Caerostris indica is een spinnensoort in de taxonomische indeling van de wielwebspinnen (Araneidae).
Het dier behoort tot het geslacht Caerostris. De wetenschappelijke naam van de soort werd voor het eerst geldig gepubliceerd in 1915 door Embrik Strand.